# Pavlovice u Kojetína
Pavlovice u Kojetína – gmina w Czechach, w powiecie Prościejów, w kraju ołomunieckim. Według danych z dnia 1 stycznia 2012 liczyła 308 mieszkańców.
Dzieli się na dwie części:
- Pavlovice u Kojetína
- Unčice